# 下畑和秀
下畑 和秀（しもはた かずひで、1985年10月1日 - ）は、日本の特殊メイクアーティスト、特殊効果スタッフ。福岡県福岡市出身。C.mo studio代表。

## 来歴・人物
2007年、専門学校東京ビジュアルアーツ特殊メイク学科卒業。専門学校在学中に石野大雅にスカウトされ、西村喜廣が代表を務める有限会社西村映造に入社。2011年に同社を退社し、2013年にC.mo studio（通称：シモスタ）を設立。
2017年製作の映画『カメラを止めるな!』にて特殊メイク・特殊造形を担当。同映画は長回し中にカメラの裏で、短時間でのゾンビメイクが必要な作品で、そのメイク作業や血しぶき効果などに携わったことで注目を集めた。女優の水井真希からは同映画の最高功労者であると評されている。
血しぶきの効果を得意としており、映画『シン・ゴジラ』では第2形態のエラから飛び散る血しぶきを担当している。

## 主な参加作品

### 映画
- MEAT BALL MACHINE - REJECT OF DEATH（2007年） - 特殊造型・特殊メイク助手
- 幽霊ゾンビ（2007年） - 特殊造形・特殊メイク
- L change the WorLd（2008年） - 特殊メイクアシスタント
- 片腕マシンガール（2008年） - 特殊造形・特殊メイク助手
- クレーマー case 1 / 2（2008年） - 特殊造型・特殊メイク
- 東京残酷警察（2008年） - 特殊造型助手　※出演もしている
- 魔法のiらんど 呪われた学校（2008年） - 特殊メイク・造型助手
- 制服サバイガール（2008年） - 特殊メイク助手
- テケテケ（2009年） - 特殊造形/特殊メイク助手
- 非女子図鑑（2009年） - オープニング及びエンディング 特殊メイク・特殊造型
- サムライプリンセス 外道姫（2009年） - 特殊造形・特殊メイク・残酷効果
- 吸血少女対少女フランケン（2009年） - 特殊メイク・特殊造型
- 戦慄迷宮3D THE SHOCK LABYRINTH（2009年） - 特殊メイク・造型助手
- 女子高生のはらわた（2009年） - 造形補佐
- 戦闘少女 血の鉄仮面伝説（2010年） - 特殊造型・特殊メイク
- 逆襲! スケ番☆ハンターズ〜地獄の決闘〜 / 〜総括殴り込み作戦〜（2010年） - 残酷効果
- ゴスロリ処刑人（2010年） - 特殊造型・特殊メイク
- 七瀬ふたたび（2010年） - 特殊メイク・残酷効果
- ファッション・ヘル（2010年） - 特殊造形・特殊メイク
- 富江 アンリミテッド（2011年） - 特殊造型助手
- ヘルドライバー（2011年） - 特殊造型・特殊メイク・残酷効果
- ラビット・ホラー3D（2011年） - 特殊造型
- ゾンビアス（2012年） - 特殊造型・特殊メイク助手
- レッド・ティアーズ（2012年） - 特殊メイク助手
- 裸の修道女（2012年） - 特殊効果補佐
- ゾンビくノ一 〜復讐編〜（2013年） - 特殊造形
- ハイサイゾンビ（2014年） - 特殊メイク・特殊造形
- ら（2015年） - 特殊メイク・美術
- 虎影（2015年） - 特殊造型
- Zアイランド（2015年） -  特殊造形・特殊メイク
- リアル鬼ごっこ（2015年） - 特殊メイク
- 進撃の巨人 ATTACK ON TITAN / エンド・オブ・ザ・ワールド（2015年） - 特殊メイク
- サクラ花〜桜花最期の特攻〜（2015年） - 特殊メイク
- 闇刻の宴「岩」（2016年） - 特殊メイク
- 血まみれスケバンチェーンソー（2016年） - 特殊メイク
- 金メダル男（2016年） - 特殊造形
- 沖縄を変えた男（2016年） - 特殊メイク
- シン・ゴジラ（2016年） - 特殊造型
- 蠱毒 ミートボールマシン（2017年） - 特殊造型
- 全員死刑（2017年） - 特殊造形
- 曇天に笑う（2017年） - 特殊造型
- アリスインデッドリースクール・アジタート（2017年） - 特殊メイク・特殊造形
- カメラを止めるな!（2018年） - 特殊造型・メイク
- ウィッチ・フウィッチ（2018年） - 特殊造型
- 去年の冬、きみと別れ（2018年） - 特殊造形・特殊メイク
- 音量を上げろタコ!なに歌ってんのか全然わかんねぇんだよ!!（2018年） - 特殊刺青
- ギャングース（2018年） - 特殊メイク
- スマホ拾っただけなのに（2019年） - 特殊造形
- あの日のオルガン（2019年） - 特殊メイク
- 平らな和（2019年） - 特殊メイク
- 血まみれスケバンチェーンソーRED（2019年） - 特殊メイク
- HiGH&LOW THE WORST（2019年） - 特殊刺青
- 108〜海馬五郎の復讐と冒険〜（2019年） - 特殊メイク・特殊造型
- WELCOME TO JAPAN 日の丸ランチボックス（2019年） - 特殊造形・特殊メイク・残酷効果
- 浅田家!（2020年） - 特殊メイク・特殊刺青
- 約束のネバーランド（2020年） - 特殊メイク・特殊造型
- 恋する寄生虫（2021年） - 特殊メイク

### ドラマ
- 怪談新耳袋スペシャル 絶叫編 下「ぎぃ」（2008年） - 特殊造型助手
- 古代少女ドグちゃん（2009年） - 特殊造型・メイク助手
- 古代少女隊ドグーンV（2010年） - 特殊造型・特殊メイク
- 恋チョコ（2011年） - 特殊造型
- ぶっせん（2013年） - 特殊メイク
- 進撃の巨人 ATTACK ON TITAN 反撃の狼煙（2015年） - 特殊メイク
- 東京ヴァンパイアホテル（2017年）
- GIVER 復讐の贈与者（2018年） - 特殊メイク
- 白昼夢 OF THE DEAD（2018年） - 特殊メイク　※『白昼夢』番組内ドラマ
- 満願（2018年） - 特殊造形（第1夜）・残酷効果（第2夜・第3夜）
- カメラを止めるな! スピンオフ ハリウッド大作戦!（2019年） - 特殊造形・メイク
- GHOSTTOWN（2019年）
- あの家に暮らす四人の女（2019年） - 特殊造型
- 誰かが、見ている（2020年） - 特殊造型

### ミュージカル
- 乃木坂46版 ミュージカル美少女戦士セーラームーン 2019（2019年） - 特殊造形

### MV
- 鈴村健一「brand new」（2016年） - 特殊メイク
- ももいろクローバーZ「Re:Story」（2017年）
- ユレニワ「Bianca」（2020年） - Special tattoo
- KANA-BOON「マーブル」（2020年）

### その他
- お助け!魔女っ子 東レミちゃん（2017年）
- BAND-AID キズパワーパッド テレビCM（2018年）